# Ленинградская высшая офицерская бронетанковая школа
Ленинградская высшая офицерская бронетанковая школа — высшее военное учебное заведение, располагавшееся в Москве в 1918—1921 и в Ленинграде в 1921—1957 годах.
Одно из первых в Союзе ССР учебных заведений по подготовке командных и начальствующих  кадров броневых сил, механизированных, автобронетанковых и бронетанковых и механизированных войск.

## История
В 1913 году в Санкт-Петербурге инженером-архитектором И. Л. Балбашевским был построен комплекс зданий Военно-автомобильной школы: учебные корпуса, службы, гаражи. Занятия в школе начались в 1915 году. В частности, в 1915—1917 годах в ней работал чертёжником В. В. Маяковский.
В то же время, в начале 1918 года при Центральном броневом управлении в Москве создана Броневая школа (начальник — Юлин), которая в основном готовила личный состав для бронепоездных частей. В октябре 1919 года обе школы объединены под общим названием Высшая военная автомобильная и броневая школа. В начале 1920 года к ней также присоединена Тракторная школа. Первый выпуск 1920 года — 54 танкиста.
В марте 1921 года Высшая военная автомобильная и броневая школа передислоцирована в Ленинград. При этом из неё выделена как самостоятельная единица Военная броневая автомобильная школа (бронеотряд, танковый отряд, бронепоезд и техническая рота). Спустя два года, с 31 марта 1923 года, Военная броневая автомобильная школа перешла на переподготовку командного состава только для броневых частей, в связи с чем она была переименована в Военную броневую командную школу, а одна из её составных частей — техническая рота — расформирована.
С 26 октября 1921 года к Высшей военной автомобильной и броневой школе переходят функции по усовершенствованию командного состава. В этом же 1921 году тракторные курсы при школе выделены в самостоятельную Тракторную школу, а при школе создан автоинженерный факультет, который в 1922 году был закрыт и заменён на повторные курсы (расформированы 1 февраля 1923 года).
16 сентября 1924 года Военная броневая командная школа и Высшая военная автомобильная и броневая школа объединены в одну под общим названием Военная автоброневая школа с курсами усовершенствования командного состава РККА (начальник — Келлер). Кроме того, в состав школы вошла часть личного состава расформированной летом 1925 года Военной автотракторной школы.
1 сентября 1925 года объединена с Артиллерийской тракторной школой и образована Военная школа механической тяги с курсами усовершенствования командного состава РККА. В течение 1926 года школа реорганизована на отдельные курсы по спецподготовке комсостава и курсы усовершенствования командиров автомобильных частей. 1 октября 1927 года Военная школа механической тяги преобразована в Военные курсы механической тяги РККА, а через год 1 октября 1928 года курсы реорганизованы в Броневые командные курсы РККА.
В 1929 году курсам присвоено имя наркома просвещения РСФСР А. С. Бубнова. С 22 декабря 1929 года курсы возглавил комбриг А. И. Шмай.
В 1930 году курсы реорганизованы в Броне-танковые курсы усовершенствования и переподготовки командного состава РККА имени тов. Бубнова (БТКУКС) с непосредственным подчинением УММ РККА. 1 декабря 1931 года курсам придан учебный механизированный полк.
В декабре 1932 года в распоряжение БТКУКС был передан первый изготовленный образец танка Т-35 «Т-35-1».
С 1 февраля 1933 года курсы переведены на новый штат и получили название Ленинградские броне-танковые курсы усовершенствования командного состава РККА имени тов. Бубнова (ЛБТКУКС). 12 февраля механизированный полк при курсах был расформирован.
Курсы готовили командный состав нескольких профилей: командиров танковых батальонов и рот, адъютантов батальонов и других специалистов. Срок обучения — 6 месяцев. Кроме того, курсы проводили трёхмесячные сборы командного состава запаса (по 200—300 человек в год), на которых готовились командиры танковых взводов и рот.
На 1 января 1936 года в распоряжении курсантов находилось 102 танка (БТ-2 — 5, БТ-5 лин. — 5, БТ-7 рад. — 2, Т-26 2/баш. — 9, Т-26 лин. — 11, Т-26 хим. — 1, Т-26 рад. — 2, Т-37 лин. — 1, Т-27 — 16, Т-35 — 1, Т-28 — 2 и Т-18 — 47) и 4 бронеавтомобиля (БА-27, ФАИ, Д-8 и Д-12). Кроме того, по состоянию на 1940 год, к курсам был приписан лёгкий бронепоезд № 60.
С 1934 года в связи с награждением орденом Красного Знамени курсы именуются как «Ленинградские Краснознамённые броне-танковые курсы усовершенствования командного состава РККА имени тов. Бубнова». В ознаменование 15-летия существования курсов клубу ЛБТКУКС присвоено имя секретаря Ленинградского горкома ВКП(б) И. И. Газа.
В 1936 году курсы возглавил комкор К. А. Стуцка.
В 1937 году в связи с арестом и расстрелом А. С. Бубнова курсов переименованы в Ленинградские Краснознамённые броне-танковые курсы усовершенствования командного состава РККА. А в ноябре 1937 года был арестован и впоследствии расстрелян начальник курсов комкор К. А. Стуцка.
С началом советско-финской войны на курсах прошла специальную подготовку по вождению машин, обучению стрельбе из пушки и другим навыкам, необходимым в бою, группа заводских испытателей с Кировского завода, которые вошли в состав экипажей роты экспериментальных тяжёлых танков (СМК, Т-100 и KB). 10 декабря 1939 года рота прибыла на фронт и была придана 90-му танковому батальону 20-й тяжёлой танковой бригады.
После начала Великой Отечественной войны, в сентябре 1941 года, курсы были эвакуированы в город Магнитогорск Челябинской области. Из курсантов был сформирован сводный танковый полк ЛБТКУКС, который 15 июля был передан в состав 2-й дивизии народного ополчения. В этот же день полк получил боевое крещение при атаке немецкого плацдарма у села Ивановское (Кингисеппский район) на реке Луга. Полк курсов атаковал плацдарм двумя группами: на правом фланге действовала рота БТ и рота тяжёлых танков, а на левом фланге — танки Т-26, один Т-34 и рота БТ. Танки ворвались в деревню Юрки, но не были поддержаны пехотой 2-й ДНО, и закрепить успех танкистов не удалось. Тем не менее, ранним утром 16 июля Юрки были отбиты у немцев, что позволило сузить немецкий плацдарм. На 16 июля танковый полк ЛКБТКУКС насчитывал 10 КВ, 8 Т-34, 25 БТ-7, 24 Т-26, 3 Т-50, 4 Т-38, 1 Т-40 и 7 бронемашин. Всего за период боёв за плацдарм с 15 по 20 июля полк ЛКБТКУКС потерял 15 БТ, 9 Т-26, 6 Т-34, 9 КВ и 1 бронемашину. Было эвакуировано для ремонта 11 машин. 5 августа 1941 года в боях на подступах к Ленинграду курсантами были захвачены подорвавшиеся на минах два танка заводов «Шкода». После ремонта они непродолжительное время использовались в боях частями Красной Армии.
Находившийся с мая 1939 года в распоряжении ЛБТКУКС мотоброневагон МБВ № 02 был срочно приведён в боеспособное состояние и 20 июля 1941 года придан бронепоезду № 60 для совместных действий на фронте. Вплоть до начала августа бронепоезд № 60 с экипажем из числа бойцов и командиров ЛБТКУКС поддерживал советские части на участках Кингисепп-Молосковицы и Ястребино-Молосковицы. После этих боёв мотоброневагон МБВ № 02 был отправлен на ремонт в Ленинград, а бронепоезд № 60 после сдачи Мги отошёл на Кириши и позже вошёл в состав войск Волховского фронта.
В 1943 году курсы были переименованы в высшую офицерскую бронетанковую школу, стали носить имя наркома иностранных дел СССР В. М. Молотова и были награждены орденом Ленина в связи с 25-й годовщиной школы: Ленинградская ордена Ленина Краснознамённая высшая офицерская школа бронетанковых и механизированных войск (ЛК БТКУКС).
В 1950-е годы назывались Центральные бронетанковые ордена Ленина Краснознамённые курсы усовершенствования офицерского состава имени В. М. Молотова.
В 1957 году курсы расформированы.
По состоянию на 2012 год, в здании школы располагаются штаб тыла Западного военного округа, а также приёмная департамента по санаторно-курортному обеспечению Минобороны России.

## Награды
- Орден Красного Знамени (под наименованием «Ленинградские бронетанковые курсы усовершенствования комсостава РККА имени т. Бубнова») награждена в связи с 15-летием их существования, за боевые заслуги в годы гражданской войны и за выдающиеся заслуги в деле обеспечения мотомеханизированных войск кадрами бронетанкистов и за освоение новой танковой техники[18].
- Орден Ленина награждена в ознаменование 25-й годовщины Ленинградской Краснознаменной высшей офицерской бронетанковой школы Красной Армии за выдающиеся успехи в подготовке командных кадров бронетанковых и механизированных войск и боевые заслуги перед Родиной[19].

## Начальники
- Юлин Александр Иванович (1918) [20]
- Медынский (1920—1921)
- Иванов (с 1920)
- Келлер (с 1924)
- комбриг Шмай-Крейцберг, Аврамий Иосифович (22.12.1929 — 1936)
- комкор Стуцка, Кирилл Андреевич (1936 — 11.1937)
- генерал-майор танковых войск Чернявский, Михаил Львович (1940 — 01.1941)
- генерал-майор танковых войск Болотников, Николай Антонович (12.03.1941 — 4.02.1942)[3]
- генерал-лейтенант танковых войск Бурков, Василий Герасимович (09.1943 — 09.1949)[21]

## Награды и наименования
| Награда (наименование) | Дата           | За что получена                                                                                      |
| ---------------------- | -------------- | --- |
| имени тов. Бубнова     | 9 мая 1929     | Приказом РВС № 113 от 9.05.1929 г. Отменён в связи с арестом и осуждением в 1937 году А. С. Бубнова. |
| орден Красного Знамени | 27 апреля 1934 | Постановлением ЦИК СССР от 27.04.1934 г.                                                             |
| имени В. М. Молотова   | 7 мая 1943     | Приказом НКО СССР № 208 от 7.05.1943 г.                                                              |
| орден Ленина           | 7 мая 1943     | В связи с 25-й годовщиной школы.                                                                     |

## Память
В 1983 году на здании Подъездный переулок, д. 4 установлена мемориальная доска: «Здесь в 1921—1957 годах размещалась Ленинградская Краснознамённая ордена Ленина Высшая офицерская бронетанковая школа — первое в стране учебное заведение по подготовке командных кадров бронетанковых и механизированных войск» (архитектор — Н. В. Каменский).